# Quípama
Quípama es un municipio colombiano ubicado en el departamento de Boyacá, en la provincia de Occidente. Su extensión aproximada es de 182 km² (0.79% del departamento), su altitud es de 1200 m s. n. m. y su temperatura promedio de 24 °C, la cual presenta precipitaciones altas que oscilan entre 2.000 y 4.000 mm.
Limita con los municipios de Muzo, Otanche y La Victoria (Boyacá), y con Paime y Yacopí (Cundinamarca). Se localiza a 170 km de Tunja, la capital del departamento.
Cuenta con uno de los pocos aeropuertos operativos del departamento y único de la zona esmeraldifera, El aeropuerto FURATENA fue otra de las obras de Gilberto Molina para el pueblo, construyó el aeropuerto para conectar a sus habitantes con Bogotá a solo 20 minutos de vuelo.

## Toponimia
Quípama es un vocablo que deriva de un topónimo de la lengua de los muzos, fue el nombre de una de las hijas del Cacique Itoco, quien vio en su hija la belleza, dignidad y pureza.

## Historia

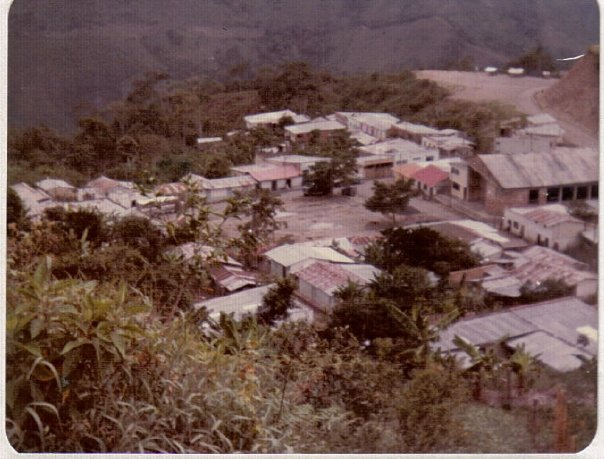
Quípama en los años 1980.

Cuenta la leyenda que hace mucho tiempo, cuando los españoles invadieron los territorios de los muzos; existió un gran guerrero llamado Itoco, este tenía muchas riquezas, joyas, oro, esmeraldas pero sin duda alguna su más preciado tesoro eran sus dos hermosas hijas llamadas Quípama e Ibama a quienes defendía contra todo. Con la llegada de los españoles Itoco temía por la vida de sus dos hijas entonces para protegerlas Itoco las ofreció en sacrificio en una misteriosa ceremonia, convirtiéndolas a cada una en un pueblo, uno llamado Quípama y el otro Ibama; Nunca se supo si Itoco fue muerto por los españoles o se quitó la vida, pero fue enterrado en la actual vereda de Itoco en una gran montaña con muchas riquezas y seis grandes esmeraldas. Desde allí vigila a sus dos hermosas hijas y además no permite que nadie se acerque a la montaña donde descansa en paz por toda la eternidad. 
Los primitivos muzos para hacerle honor a su cacique Itoco decidieron colocarle el nombre de su hija preferida a un pequeño lugar donde se respiraba paz y alegría, donde las plantas especialmente el maíz se cultivaba con más provecho que en el resto de la región.
Fue así como esta antigua tribu (muzos) tenían en el pequeño replan un sitio de encuentro, que después de La Violencia que vivió Colombia en el año 1948 resultó el sitio propicio para escondite de muchas personas que llegaban huyéndole a la guerrilla y a los enemigos liberales o conservador.
En 1956, Quípama se convirtió en una inspección del municipio de Muzo, sitio al cual se acudía para proveerse de todo lo necesario para la subsistencia.
Cuando la situación se tornó pacífica de entre sus habitantes surgieron nuevos líderes que se dieron a la tarea de trabajar conjuntamente para suplir las necesidades que el pueblo tenía, con el apoyo del Banco de la República compraron una planta eléctrica que abastecía al caserío, construyeron el primer acueducto del que se tenga noticia, en el cual trabajaban por igual hombres y mujeres en la apertura de las chambas.
El 11 de diciembre de 1986, mediante Ordenanza Número 123, del departamento de Boyacá, fue creado el Municipio de Quípama, convirtiéndose en el más joven y emprendedor de la región. Los líderes de la comunidad lograron a través de la Junta de Acción Comunal la electrificación del pueblo y sus veredas, así mismo la instalación de una línea telefónica, la construcción de una iglesia y varias escuelas más tarde, Gilberto Molina se dio a la tarea de construir el colegio de bachillerato para que sus pobladores no tuvieran que llevar los niños a los internados de los pueblos vecinos, lo que representaba que muchos muchachos nunca pudieran estudiar por al alto costo de las pensiones. En la actualidad este municipio está desarrollando muchos proyectos para mejorar el nivel de vida de su población urbana y rural, es así como en la actualidad se adelanta la electrificación de las 34 veredas que componen el municipio, se adelanta la pavimentación en el casco urbano y se trabaja en la adecuación de varias escuelas rurales.

## Geografía
Su relieve es en un 90% quebrado, con pendientes que van del 7% o más del 50%. La red hidrográfica es muy importante, está formada por las subcuencas de los Ríos Negro y Minero que drenan hacia la gran cuenca del gran río Magdalena. La mayor parte del terreno de esta región es quebrado, por esta razón cada que acá se piensa en realizar una nueva construcción se tiene que pensar en sacar mucha tierra a las montañas puesto que no hay tierras planas. El clima predominante es el tropical húmedo y tropical muy húmedo.

## División Político-Administrativa
Aparte de su Cabecera municipal. Quípama tiene bajo su jurisdicción los siguientes Centros poblados:
- Cormal
- El Mango (La Ye)
- El Parque
- Humbo

#### Veredas
Además, el municipio está compuesto con las siguientes veredas:
Sabripa Grande, Humbo, Caviche, Macanal, La Vega, Itoco, Itoco Sur, La Pradera, San Luis, Balcón, Note, Sorquesito, Barro blanco, Sorque, Guacari, Hachita, Minasal, Agua Fría, El Mango, La Nevera, La Catorce, La Floresta, Agua Fría, Granadillal, Tananay, Tapaz de la Vega.

## Demografía
Según el DANE, la población total de Quípama en 1993 era de 12.145 habitantes, y en 2005 de 8.815 hab distribuidos en la cabecera municipal 1.619 y el resto 7.196. Además hay una población flotante en el sector de explotación de las minas de esmeralda (La Quebrada) la cual se incrementa y disminuye periódicamente oscilando entre 5.000 y 10 000 habitantes.
Las condiciones de vida de la mayoría de la población son precarias debido al bajo nivel de ingreso per capita, la falta de fuentes de empleo, lo cual redunda en el alto porcentaje de población con necesidades básicas insatisfechas (NBI) que alcanzó un valor de 66,0, ya en el 2002 disminuyó pero sigue siendo de los más altos índices de los últimos años, su valor es: NBI= 52,9, que a su vez en el área rural es de 57,0. En cambio en el casco urbano es del 32,6 solamente.

### Calidad de vida
- Educación: Es necesario el fortalecimiento de la educación en los adultos. Existe un grande crecimiento entre los estudiantes que ingresan a la primaria y los que continúan en secundaria (deserción escolar). La cobertura educativa es muy baja producto del déficit de profesores y la inoportunidad de su nombramiento, infraestructura y deserción. Se tiene gran cantidad de población estudiantil que asisten a los primeros cursos de primaria, pero luego se dedican a la minería.
- Vivienda: Las residencias están construidas con materiales de baja calidad y sin cumplimiento de las normas básicas de construcción y la reglamentación de la NSR.
- Servicios Públicos: Existe una alta deficiencia en la prestación de los servicios públicos, además es necesario un programa de saneamiento básico.

En general el índice de condiciones de vida es muy bajo, indicando un alto nivel de pobreza y condiciones de desigualdad.

### Población desplazada
El municipio de Quípama notifico a la Red de Solidaridad Social a Nivel Nacional a 5 familias en situación de desplazamiento, para un total de 29 personas incluyendo jefes de hogar, madres e hijos.

### Población en situación de pobreza
Se estima que el 60% de la población tiene necesidades básicas insatisfechas,  es decir viven en la pobreza,  cifra que aumenta debido a la población flotante que llega al municipio a trabajar en la explotación minera;  la cual no les permite obtener ingresos para suplir sus necesidades básicas y por el contrario genera mayor índice de pobreza, con repercusiones como alta morbilidad,  desnutrición, violencia, entre otros.

## Economía
La principal actividad de los habitantes del municipio es la de la explotación y exploración de esmeraldas, grandes capitales han circulado por el municipio pero no han sido bien administrados por sus poseedores, se recibieron aportes importantes tiempo atrás. En la actualidad el apoyo económico directo que la minería en esmeraldas puede hacer es muy poco. No hay economía sólida, se siente el impacto del desempleo y las secuelas de los múltiples conflictos sucedidos en los años anteriores; se tienen paulatinamente recesos en la producción esmeraldífera.
La ganadería se convirtió en una alternativa pero esta se divide en extensiva y no extensiva no tecnificada.
Los productos que se siembran son para el consumo interno, con representación en caña de azúcar, plátano, yuca, maíz; así como también la avicultura, porcicultura, piscicultura, cría y cultivo de otras especies menores. En este sector el municipio de Quípama presenta deficiencias tanto en su producción como en su comercialización, pilares fundamentales para una economía estable y el mejoramiento de la calidad de vida.

## Situación social
La violencia intrafamiliar, la promiscuidad, el alto índice de ancianidad desprotegida, los numerosos menores en estado de abandono, la desnutrición, las numerosas madres solteras, el alto grado de deserción escolar, la ausencia de fuentes de trabajo, la mala calidad de la vivienda, la presencia de zonas de alto riesgo (deslizamientos), entre otros., convierte al municipio de Quípama en uno de los que presenta los más altos índices de población vulnerable. 
Con urgencia se requiere la implementación de programas sociales que desestimulen la violencia, la migración y solucionen las necesidades básicas insatisfechas ( NBI), pero se requiere de la participación del gobierno, del municipio y la comunidad. 
En la parte cultural y deportiva existen pocas opciones, tanto para desarrollar como para disfrutar, se realizan encuentros remotos Inter.-municipales, en la actualidad únicamente se está participando a nivel regional en los juegos Inter.-escolares e Inter.- colegiados. 
El índice de condiciones de vida es un indicador de bienestar que varía El municipio de Quípama está ubicado de 6 en el grupo de 20, siendo este último el mejor.

## Turismo
- Quebrada la Caco: importante lugar de veraneo ubicado a 35 minutos del Casco urbano por la vía que conduce al municipio de Otanche. Cuenta con lugar para bañistas y conduce al Cajón que es un lugar exótico y posee un paisaje agreste.
- Quebrada la Bunke: (Afluente de la Caco) autopista natural en el agua, cubierta por heliconias y sendas de bambú que conduce a la vereda Tapaz de la Vega.
- Las cascadas de Hachita:sitio ubicado en la vereda Hachita a la cual se llega por camino de herradura, bajando del casco urbano al río Batan por espacio de 30 minutos para luego ascender 40 minutos por el camino que conduce a la escuela. Este lugar se caracteriza por una flora exuberante, árboles nativos, y un mirador que permite observar el caserío de Quípama en su totalidad.
- Cascadas de Macanal: Exótico lugar que además de tener caídas de agua tiene un hermoso paisaje enmarcado en extensos cultivos de árboles de macana, que le han dado el nombre al lugar, allí también se encuentran aves exóticas como el loro negro.
- Zona Minera: allí se pueden observar diversas formas de explotación esmeraldifera donde la tierra presenta características muy singulares y se observan formaciones geológicas que ejercen en el turista una especie de embrujo por el color y características de los cristales que surcan la tierra.
- Bosques de Tapaz de la Vega: Se encuentran en los altos de la hacienda el águila. su recorrido permite apreciar la flora silvestre y encantadora, la cual ha dado origen a múltiples leyendas que son todo un legado cultural dentro de los habitantes de la región.
- Finca El Naranjo: ubicada en Itoco Norte cerca a la escuela del mismo nombre. Allí se han realizado importantes hallazgos arqueológicos que dan cuenta de la existencia de un mar, este patrimonio se evidencia y múltiples fósiles con los que han jugado los niños del lugar. desde este mismo lugar se puede observar la montaña que según la leyenda fue la última morada del cacique Itoco, por lo cual esta refleja el perfil del indio que dominó el territorio por muchos años.

### Festividades
- Enero 1 y 2: Festival de verano que se realiza en la Quebrada La Caco
- Julio 16: Fiesta de la Virgen del Carmen.
- Agosto 14: Encuentro Nacional de la Triada Folclórica María Molina
- Septiembre 9: Fiestas Patronales en honor de Nuestra Señora de la Paz.
- Septiembre 26: Aniversario de Colegio Nuestra Señora de la Paz.
- Diciembre 11: Aniversario de Quípama. Día del Campesino.
- Diciembre 16-24: Aguinaldo Quipamence.

## Servicios

### Educación
En el área urbana existe una institución de carácter oficial que ofrece los ciclos de preescolar, básica, y media vocacional con educación técnica en electricidad, a la cual asisten un total de 720 estudiantes,
Así mismo, una institución rural compuesta por el colegio La Floresta y las escuelas de la Ye y Villa Esperanza ( El Mango), con ciclos pre- escolar, básica y media Vocacional con educación técnica en Gestión Empresarial con un aproximado de 600 estudiantes . Finalmente existen tres asociaciones compuestas por centros educativos con los niveles de preescolar, Básica Primaria y Básica Secundaria con 200 estudiantes y 24 centros educativos rurales que ofrecen el ciclo de primaria y reúnen unos 600 estudiantes aproximadamente, pues no se tiene el dato exacto en virtud de que no han sido nombrados todos los docentes para el municipio de Quipama por el departamento y la mayoría de los nombrados hasta ahora han renunciado, todo debido a la transición en que se halla el ajuste de planta docente departamental.
La deserción escolar y el analfabetismo son altos, ocasionados por los traumatismos generados por el nombramiento extemporáneo de los docentes. Esto hace que las intenciones del municipio por impulsar el ingreso al sistema educativo sea opacado.

### Salud
El servicio de salud se ofrece en buenas condiciones; en el casco urbano a través de la E.S.E. Nuestra Señora de la Paz, que ha sido construido y mejorado a partir de las últimas administraciones, en el cual se ofrecen servicios de primer nivel como: Consulta externa:  Consulta médica general, odontología, consulta de enfermería, terapia respiratoria, laboratorio clínico servicio de urgencias 24 horas, hospitalización, transporte de pacientes, actividades de promoción de la salud y prevención de la enfermedad, junto con los programas y acciones contempladas dentro del Plan de Atención Básica.  También existe en el área de influencia, Existen también algunos puestos de salud en las inspecciones.
Del total de los habitantes del Municipio, 6952 son beneficiarios del régimen subsidiado. Una parte de la población se encuentra en condiciones pobreza y vulnerabilidad, y otro porcentaje pertenece,  al régimen contributivo.